# Сенников, Дмитрий Александрович
Дми́трий Алекса́ндрович Се́нников (24 июня 1976, Ленинград, СССР) — российский футболист, защитник.

## Карьера игрока

### «Локомотив» (СПб)
Дмитрий Сенников родился 24 июня 1976 года в Ленинграде, после школы поступил в Институт инженеров водного транспорта, выступал за футбольную команду этого вуза. Доучился лишь до третьего курса — по приглашению Гиви Нодии перешёл в петербургский «Локомотив», находившийся тогда в первой лиге. Впоследствии сделанный в пользу футбола выбор назвал верным, однако об отсутствии высшего образования отозвался с сожалением: «Учиться в институте, работая в порту, было не очень перспективно. Теперь, правда, обидно — не удалось получить образование, а ведь от руки мог легко начертить портовый кран в разрезе!».
Нодия сказал игроку, что если недостающий опыт он будет компенсировать работоспособностью, самоотдачей и самоотверженностью, то получит возможность играть, из него него выйдет зрелый футболист. Сенников оправдал доверие тренера и в первом же сезоне принял участие в 36 матчах из 40, став полноправном членом команды, во втором — вышел на поле во всех сорока матчах.

### ЦСКА
В 1998 году получил возможность перейти в «Зенит», однако после размышлений выбрал в качестве следующего своего клуба ЦСКА. В армейской команде столкнулся с жесточайшей конкуренцией и бо́льшую часть времени вынужден был проводить на скамейке запасных. ЦСКА выступал в то время крайне неудачно, оказавшись по итогам тринадцатого тура аж на 14-м месте турнирной таблицы, атмосфера в команде резко ухудшилась, поэтому футболист начал задумываться о смене обстановки.

#### «Шинник»
Покинул клуб во время летнего трансферного окна сразу после увольнения Павла Садырина, сделав выбор в пользу менее именитого ярославского «Шинника». Переход состоялся во многом благодаря Нодии, который посоветовал Давиду Кипиани, тогдашнему тренеру ярославцев, взять Сенникова к себе в состав. Позже защитник отзывался о «Шиннике» как о хорошем, дружном коллективе, и выразил желание остаться там подольше, если бы не началась «чехарда с тренерами».

### «Рубин»
В 1999 году Садырин ставший главным тренером казанского «Рубина», позвал своего бывшего игрока к себе в новую команду, выступавшую в первом дивизионе. Сенников верил тренеру и чётко исполнял все его указания, провёл в чемпионате 41 матч. Клуб не показывал достойных результатов: из розыгрыша Кубка России казанцы вылетели на стадии четвертьфинала, потерпев разгромное поражение 0:3 от «Алании», а по итогам первенства заняли лишь седьмое место. Как результат, руководство не стало продлевать контракт с Садыриным — оставшийся без наставника Сенников, который вышел на поле 41 раз и забил 6 голов, тоже не задержался в команде и перед сезоном 2000 года перешёл в московский «Локомотив».

### «Локомотив» (Москва)
Именно с «Локомотивом» связаны все основные заслуги футболиста, в составе этой команды он дважды становился чемпионом России, три раза выигрывал Кубок и дважды — Суперкубок России. В этот период своей карьеры активно вызывался на матчи национальной сборной, в промежутке 2002—2005 представлял сборную страны в 26 играх.
28 ноября 2010 года принял решение завершить карьеру профессионального футболиста, однако 5 декабря отказался от своих слов, выразив желание продолжить выступления. После перерыва, связанного с травмой, объявил о возможном возвращении в футбол. Всего в премьер-лиге провел 207 игр, забил 5 мячей.

## После карьеры
С 2017 года комментатор и футбольный эксперт на телеканале «Матч ТВ» и «Матч! Премьер». 

с марта 2025 года — заместитель директора по спортивной работе ФК «Орёл».

## Фильмография
- 2019 — Вне игры 2 — камео

## Личная жизнь
Жена Анна, в феврале 2009 года у них родился сын Максим.

## Достижения
- Чемпион России: 2002, 2004
- Серебряный призёр чемпионата России: 1998, 2000, 2001
- Бронзовый призёр чемпионата России: 2005, 2006
- Обладатель Кубка России: 1999/2000, 2000/01, 2006/07
- Обладатель Суперкубка России: 2003, 2005
- Обладатель Кубка чемпионов Содружества: 2005

## Статистика выступлений

### Клубная статистика по сезонам
| Сезон | Команда                     | Кол-во игр | Кол-во голов |
| ----- | --------------------------- | ---------- | ------------ |
| 1996  | Локомотив (Санкт-Петербург) | 36         | 2            |
| 1997  | Локомотив (Санкт-Петербург) | 40         | 7            |
| 1998  | ЦСКА Москва                 | 7          | 0            |
| 1998  | Шинник (Ярославль)          | 9          | 0            |
| 1999  | Рубин (Казань)              | 41         | 10           |
| 2000  | Локомотив (Москва)          | 13         | 2            |
| 2001  | Локомотив (Москва)          | 18         | 0            |
| 2002  | Локомотив (Москва)          | 24         | 1            |
| 2003  | Локомотив (Москва)          | 25         | 0            |
| 2004  | Локомотив (Москва)          | 26         | 0            |
| 2005  | Локомотив (Москва)          | 29         | 1            |
| 2006  | Локомотив (Москва)          | 14         | 0            |
| 2007  | Локомотив (Москва)          | 10         | 0            |
| 2008  | Локомотив (Москва)          | 22         | 1            |
| 2009  | Локомотив (Москва)          | 9          | 0            |
| 2010  | Локомотив (Москва)          | 1          | 0            |

### Матчи Сенникова за сборную России
| Матчи Сенникова за сборную России | Матчи Сенникова за сборную России | Матчи Сенникова за сборную России | Матчи Сенникова за сборную России | Матчи Сенникова за сборную России | Матчи Сенникова за сборную России | Матчи Сенникова за сборную России |
| --------------------------------- | --------------------------------- | --------------------------------- | --------------------------------- | --------------------------------- | --------------------------------- | --------------------------------- |
| №                                 | Дата                              | Оппонент                          | Счёт                              | Голы Сенникова                    | Соревнование                      |                                   |
| 1                                 | 27 марта 2002                     | Эстония                           | 2:1                               | -                                 | Товарищеский матч                 |                                   |
| 2                                 | 17 апреля 2002                    | Франция                           | 0:0                               | -                                 | Товарищеский матч                 |                                   |
| 3                                 | 17 мая 2002                       | Беларусь                          | 1:1                               | -                                 | Товарищеский матч                 |                                   |
| 4                                 | 19 мая 2002                       | Югославия                         | 1:1                               | -                                 | Товарищеский матч                 |                                   |
| 5                                 | 14 июня 2002                      | Бельгия                           | 2:3                               | -                                 | Финальные матчи ЧМ-2002           |                                   |
| 6                                 | 20 августа 2003                   | Израиль                           | 1:2                               | -                                 | Товарищеский матч                 |                                   |
| 7                                 | 6 сентября 2003                   | Ирландия                          | 1:1                               | -                                 | Отборочные матчи ЧЕ-2004          |                                   |
| 8                                 | 10 сентября 2003                  | Швейцария                         | 4:1                               | -                                 | Отборочные матчи ЧЕ-2004          |                                   |
| 9                                 | 11 октября 2003                   | Грузия                            | 3:1                               | -                                 | Отборочные матчи ЧЕ-2004          |                                   |
| 10                                | 15 ноября 2003                    | Уэльс                             | 0:0                               | -                                 | Отборочные матчи ЧЕ-2004          |                                   |
| 11                                | 19 ноября 2003                    | Уэльс                             | 1:0                               | -                                 | Отборочные матчи ЧЕ-2004          |                                   |
| 12                                | 31 марта 2004                     | Болгария                          | 2:2                               | -                                 | Товарищеский матч                 |                                   |
| 13                                | 28 апреля 2004                    | Норвегия                          | 2:3                               | -                                 | Товарищеский матч                 |                                   |
| 14                                | 12 июня 2004                      | Испания                           | 0:1                               | -                                 | Финальные матчи ЧЕ-2004           |                                   |
| 15                                | 16 июня 2004                      | Португалия                        | 0:2                               | -                                 | Финальные матчи ЧЕ-2004           |                                   |
| 16                                | 20 июня 2004                      | Греция                            | 2:1                               | -                                 | Финальные матчи ЧЕ-2004           |                                   |
| 17                                | 18 августа 2004                   | Литва                             | 4:3                               | -                                 | Товарищеский матч                 |                                   |
| 18                                | 4 сентября 2004                   | Словакия                          | 1:1                               | -                                 | Отборочные матчи ЧМ-2006          |                                   |
| 19                                | 13 октября 2004                   | Португалия                        | 1:7                               | -                                 | Отборочные матчи ЧМ-2006          |                                   |
| 20                                | 9 февраля 2005                    | Италия                            | 0:2                               | -                                 | Товарищеский матч                 |                                   |
| 21                                | 4 июня 2005                       | Латвия                            | 1:1                               | -                                 | Отборочные матчи ЧМ-2006          |                                   |
| 22                                | 8 июня 2005                       | Германия                          | 2:2                               | -                                 | Товарищеский матч                 |                                   |
| 23                                | 17 августа 2005                   | Латвия                            | 1:1                               | -                                 | Отборочные матчи ЧМ-2006          |                                   |
| 24                                | 7 сентября 2005                   | Португалия                        | 0:0                               | -                                 | Отборочные матчи ЧМ-2006          |                                   |
| 25                                | 8 октября 2005                    | Люксембург                        | 5:1                               | -                                 | Отборочные матчи ЧМ-2006          |                                   |
| 26                                | 12 октября 2005                   | Словакия                          | 0:0                               | -                                 | Отборочные матчи ЧМ-2006          |                                   |

Итого: 26 матчей / 0 голов; 7 побед, 12 ничьих, 7 поражений.